# Reynard Car & Engineering
Die Reynard Car & Engineering Co. Ltd. war ein britischer Automobilhersteller, der nur 1931 in Highgate (London) ansässig war.
Der Reynard war ein kleiner Sportwagen, der von einem Vierzylinder-Reihenmotor von Meadows mit 1,5 l Hubraum angetrieben wurde. Er wurde nie in großer Stückzahl gefertigt.

## Quelle
- David Culshaw & Peter Horrobin: The Complete Catalogue of British Cars 1895–1975. Veloce Publishing plc. Dorchester (1997). ISBN 1-874105-93-6